# 친구야 친구야
"친구야 친구야"(Friend, My Friend)는 한국에서 제작된 최인현 감독의 1990년 영화이다. 전영록 등이 주연으로 출연하였고 김재학 등이 제작에 참여하였다.

## 출연

### 주연
- 전영록
- 김세준
- 조미정
- 신춘식

### 조연
- 신성하
- 고소영
- 김지수
- 한근욱
- 김성희
- 이재윤
- 이백
- 육성두
- 진세현

## 기타
- 원작자: 신봉승
- 제작총지휘: 김재학
- 프로듀서: 임관차랑
- 제작부장: 김민호
- 촬영부: 이석현
- 촬영부: 박효성
- 촬영부: 홍경표
- 조명: 박현원
- 조명부: 김성구
- 조명부: 임재국
- 조명부: 이전우
- 조명부: 송구근
- 조감독: 임경종
- 조감독: 최구용
- 조감독: 윤오봉
- 녹음: 김병수
- 주제가: 전영록
- 주제가: 조미정
- 효과: 양대호